# Sílvio Brito
Silvio Ferreira de Brito (Três Pontas, 10 de fevereiro de 1952) é um cantor brasileiro. 
Possui mais de 30 discos lançados e quatro discos de ouro. Ao longo de sua carreira, teve três milhões e meio de discos vendidos.

## Biografia

### Infância
Nascido em Três Pontas, aos seis meses de idade mudou-se para Varginha. Aos seis anos, ganhou uma viola, começando sua carreira nessa época ao cantar na Rádio Clube de Varginha, em um programa chamado Petizada Alegre. Ainda na adolescência passou a compor canções gravadas por cantores como Ronnie Von, Antônio Marcos e Vanusa.

### 1965-1973: Silvio Brito e os Apaches
Aos 12 anos, Sílvio aprendeu a tocar piano, trombone, saxofone e violão, e ingressou, durante 1965 e 1973, como vocalista da banda de baile "Os Apaches". A banda chegou a lançar dois discos: um em 1969 e outro, em 1973, mas a banda não alcançaram sucesso a nível nacional. Então, Silvio Brito mudou-se para os EUA, e trabalhou como lavador de pratos em um restaurante por um tempo. Depois de poucos meses, voltou para o Brasil, e foi contratado pela gravadora Chantecler.

### 1974-1979: O Auge
Em 1974, Silvio lançou o LP O Cabeludo Chegou, onde esperava-se que a faixa-título fizesse sucesso, entretanto, "Tá Todo Mundo Louco" foi o single, lançado no Programa Silvio Santos. Tinha uma letra longa, na qual ele já se antecipava e dizia que poderiam achar a canção parecida com a de Raul Seixas (estava se referindo a canção Ouro de Tolo). No mesmo ano, ganhou o troféu Buzina do Chacrinha de cantor revelação e no ano seguinte, já era conhecido em todo o Brasil.
Em 1975, lançou o disco Vendendo Grilo, fazendo enorme sucesso com as faixas de protesto "Espelho Mágico" (em parceria com Luís Vagner "guitarreiro" e Tom Gomes), "Tô Vendendo Grilo", e com a romântica sertaneja "Casinha", presente na trilha sonora da telenovela da extinta TV Tupi, Ovelha Negra. No single "Espelho Mágico", Sílvio Brito indagava-se "Existe no mundo alguém mais louco do que eu?".
No ano seguinte, lançou o disco Minha Alegria, com as canções "Flor Poluída", "Tudo Bom" e "Minha Alegria", mas, a canção "Pare o Mundo Que Eu Quero Descer" fez mais sucesso, sendo que a mesma foi citada na canção "Eu Também Vou Reclamar", de Raul Seixas. Em "Pare o Mundo Que Eu Quero Descer", Sílvio protestava contra o excesso de impostos, desagradando à ditadura, devido ao refrão: "Tem que pagar pra nascer, tem que pagar pra viver, tem que pagar pra morrer". No mesmo ano, a faixa "Recordações" (lançada no disco Vendendo Grilo), foi trilha da telenovela da TV Tupi, Os Apóstolos de Judas.
Em 1977, lança um novo álbum, o Proversos, cuja capa tinha um desenho de Sílvio montado num cavalo. As faixas "Balada Para Um Louco", "Renascer", "Satisfação" e "Proversos" foram os maiores sucessos, sendo muito bem recebidos pelo público. A canção "Proversos", possuía uma uma abertura com alto peso de guitarra, sendo um divisor entre o rock and roll, e o rock pesado. Já a canção "Renascer", tinha um toque mais poético e lírico, com uma letra muito suave. Outras faixas, fizeram mais o estilo rural, como "Rapaz do Interior" e "Pé de Jenipapo".
Em 1978, lançou dois discos, o primeiro foi Eu Cantarei, com a regravação do sucesso "Casinha" e a faixa "Namoradinha do Mundo". O segundo chamava-se Espelho Mágico, com a regravação da faixa-título e da canção "O Caroneiro", e o lançamento de "Se Você Voltasse Agora", ambos os discos fizeram sucesso misto.
Em 1979, lançou o disco Sílvio Brito, com muitas regravações como "Espelho Mágico" e "Tô Vendendo Grilo". No mesmo ano, lançou o aclamado disco Quanto Mais Louco, com sucessos como "Filho da Corrente", "Saudade de Minas Gerais", "Tubo Maluco" e "No Banco Detrás de Meu Carro", escrita com Paulo Coelho. Outras faixas protestam (assim como "Tubo Maluco"), como "Nostalgia Anos 50", que protestava contra a Ditadura cubana, e "Há Perigo no Ar". Outras faixas focam no folclore, como "Vampiro 1979" e "Anjo e Capeta".

### Anos 80
Nesta década, fez muito sucesso no programa Qual é a Música? da extinta TVS (TV Studios), atual SBT, onde foi um dos maiores vencedores.
No início dos anos 80, Sílvio e Fabio Jr., apresentavam o programa Hallelluyah, um programa religioso e musical.
Em 1980, lançou o disco Voltando às Origens, na qual continha os sucessos "Cidadão" e "Utopia" (do Padre Zezinho). Ao invés do rock, esse disco possuía canções de moda de viola e sertanejo de raiz, como "O Camponês", "Viola do Vovô" e a faixa-título. O disco foi bem recebido, e até hoje faz sucesso com os fãs, a partir desse disco, Sílvio canta mais a música sertaneja.
Em 1982, dois anos após o fechamento da TV Tupi, Sílvio lança o disco Panorama Mundial, com sucessos como o nostálgico "Me Toque Uma Canção dos Beatles", a faixa de protesto "Do Jeito Que o diabo Gosta" e o infantil "Natal do Tio Patinhas". Além das faixas, "Tudo Azul", "Santa Catarina" e "Flores de Plástico", que fizeram menos sucesso. O disco possuía uma regravação de "Se Você Voltasse Agora", gravada originalmente em 1978. Esse disco foi um dos maiores sucessos no mesmo ano.
Em 1985, lança um disco com nome duplo, no lado A é chamado de Careca, Sem Dente e Pelado, já o lado B é chamado de Por Um Mundo Melhor, a faixa "Careca, Sem Dente e Pelado", foi o single principal, seguido por "Cante Uma Canção", "Por Um Mundo Melhor" e "Louvado Seja Meu Senhor". O rock brasileiro é valorizado com uma mensagem de paz, presente nos singles.
Em 1987, lança o disco Esse Louco Apaixonado, gravado simultaneamente no Brasil e nos EUA, com a participação de Milton Nascimento na faixa "Ponta de Areia" e Kelly no single "Só Por Amor". As canções mais conhecidas foram "Só Por Amor" e "Nos Becos da Vida". A canção "A Saudade Me Mandou", foi escrita por Chico Anysio. No ano seguinte lançou o LP Terra dos Meus Sonhos, com sucessos como "Eu Quero é Botar Meu Bloco na Rua", "Meu Amor", "Caso de Emergência", "Não Manipule Meu Medo", além da faixa-título. Sílvio apresentou então algumas canções no programa Xou da Xuxa.

### Música Religiosa
Silvio Brito também dedicou-se à música religiosa, produzindo e arranjando diversos discos do Padre Zezinho, de quem é amigo pessoal. Silvio também compôs e gravou várias canções mensagens e com motivos religiosos que fizeram sucesso como "Terra dos meus sonhos", "Uma luz" e a regravação de "Utopia", de Padre Zezinho.

### Atualmente
Em 2007, foi o vice-campeão do programa Rei Majestade do SBT, apresentado por Silvio Santos, embolsando 60 mil reais e a participação em quatro faixas do CD do programa.
Atualmente, se divide entre,shows e  espetáculos pelo Brasil e tambem pelo exterior, tendo ainda um programa dedicado a família na Rede Vida de televisão, onde na companhia de sua esposa, filhas e do maestro e pianista Maurílio Kóbel, recebe grandes artistas brasileiros.
Mineiro, é torcedor do Atlético MG, porém virou também torcedor do Grêmio.

## Discografia
- 1975 - Vendendo Grilo
- 1977 - Proversos
- 1978 - Eu Cantarei
- 1978 - Espelho Mágico
- 1979 - Sílvio Brito
- 1979 - Quanto Mais Louco
- 1980 - Voltando ás Origens
- 1981 - Sílvio Brito
- 1982 - Panorama Mundial
- 1983 - Quando o Amanhã Chegar
- 1985 - Por Um Mundo Melhor
- 1987 - Esse Louco Apaixonado
- 1988 - Terra dos Meus Sonhos Vol.1
- 1991 - Para Meus Amigos
- 1992 - Rockaipira
- 1995 - Uma Luz
- 1997 - Terra dos Meus Sonhos Vol.2
- 1999 - Toda Forma de Amor
- 2000 - Somos Todos Um
- 2002 - O E.T de Varginha
- 2003 - Cidadão
- 2004 - Pela Paz
- 2007 - Nos Bares da Vida
- 2009 - Pretty Woman
- 2010 - Chega!
- 2015 - Rockaipira Vol.2

### Compactos
- 1974 - Sílvio Brito (Nostalgia 65•Quase Dois Mil Anos Depois•Tá Todo Mundo Louco•O Cabeludo Chegou)
- 1975 - Sílvio Brito (Espelho Mágico)
- 1976 - Minha Alegria
- 1976 - Pare O Mundo Que Eu Quero Descer

### Coletâneas
- 1981 - Aplausos
- 1984 - Espelho Mágico
- 1988 - Tá Todo Mundo Louco e outros sucessos
- 1996 - Tá Todo Mundo Louco - As Melhores
- 2014 - Silvio Brito:As 20 +

## Televisão
- 1962 - TV Brasil
- 1980 - Hallelluyah - Tv Tupi
- 1996 - presente- Sílvio Brito em Família - Rede Vida
- 2015 - Os Experientes - Rede Globo

## Trilha Sonora

### Televisão
| Ano  | Música         | Álbum                 |
| ---- | -------------- | --------------------- |
| 1975 | "Casinha"      | Ovelha Negra          |
| 1976 | "Recordações"  | Os Apóstolos de Judas |
| 1977 | "Flor Poluída" | O Espantalho          |

### Cinema
| Ano  | Música         | Álbum             |
| ---- | -------------- | ----------------- |
| 2005 | "Disco Salada" | Sabado alucinante |